# Masacre de las foibe
La masacre de las foibe se produjo en las foibe, simas (dolinas, en terminología geológica) del Carso —en torno a la ciudad adriática de Trieste y en la frontera de Italia con la antigua Yugoslavia—, en las que fueron enterrados los cuerpos de millares de italianos asesinados por los partisanos del Partido Comunista de Yugoslavia y los Chetniks. El número de personas enterradas varía entre varios centenares o algunos miles, según las fuentes.

## Historia

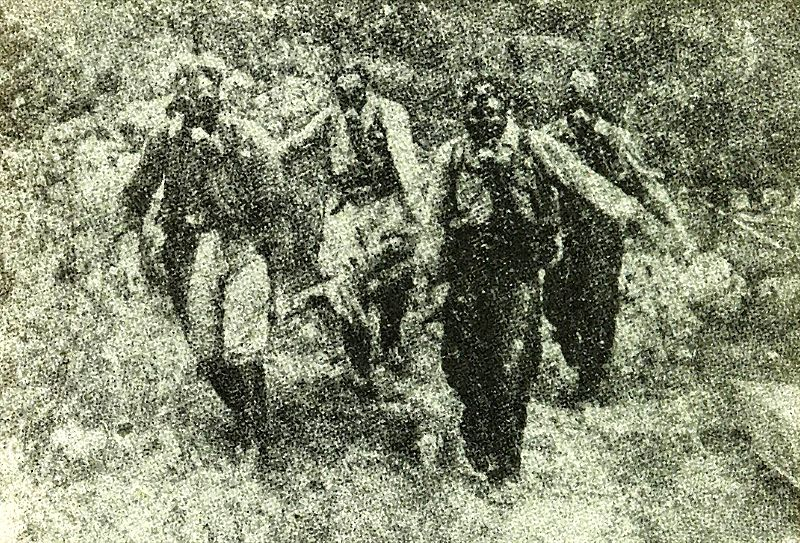
Recuperación de un cuerpo de una foiba en Istria.

Antiguamente era costumbre eslovena arrojar a los criminales en las foibe[cita requerida] (simas cársticas de la zona) del Carso cerca de Trieste, y seguidamente sacrificar un perro negro lanzándolo en la fosa para despreciar (en el otro mundo) las almas de esos criminales. Esta práctica fue reutilizada en escala tras la anexión a Yugoslavia.
Algunos historiadores yugoslavos afirmaron que el uso de las foibe nació en la Segunda Guerra Mundial, durante la ocupación de Yugoslavia por parte del Eje, cuando se produjeron acciones contra la población local, que cobró alrededor de 70 víctimas y que fueron seguidos de enterramientos en lugares con estas características.
Tras la derrota de Italia en septiembre de 1943 y de la caída de República Social Italiana en abril de 1945, estas acciones se generalizaron, ahora dirigidas exclusivamente hacia la población italiana y en un mayor número, desde varios cientos a muchos millares de personas, según las fuentes eslavas o italianas.
Varios centenares o algunos miles,[cita requerida] de italianos fascistas y también civiles fueron arrojados a las foibe. Unos eran primero fusilados; otras veces los arrojaban vivos; o eran atados de dos en dos, sólo uno recibía el tiro y eran lanzados juntos a la muerte en la fosa[cita requerida]. Muchos de esos cadáveres siguen allí[cita requerida], sin localizar, pues sólo en la zona de Istria están catalogadas más de 1700 angostas dolinas de hasta 200 metros de profundidad. 170 cuerpos han sido ya extraídos de estas fosas. Algunos de los nombres asociados a esta masacre serían los de Norma Cossetto o Francesco Bonifacio.

## Consecuencias

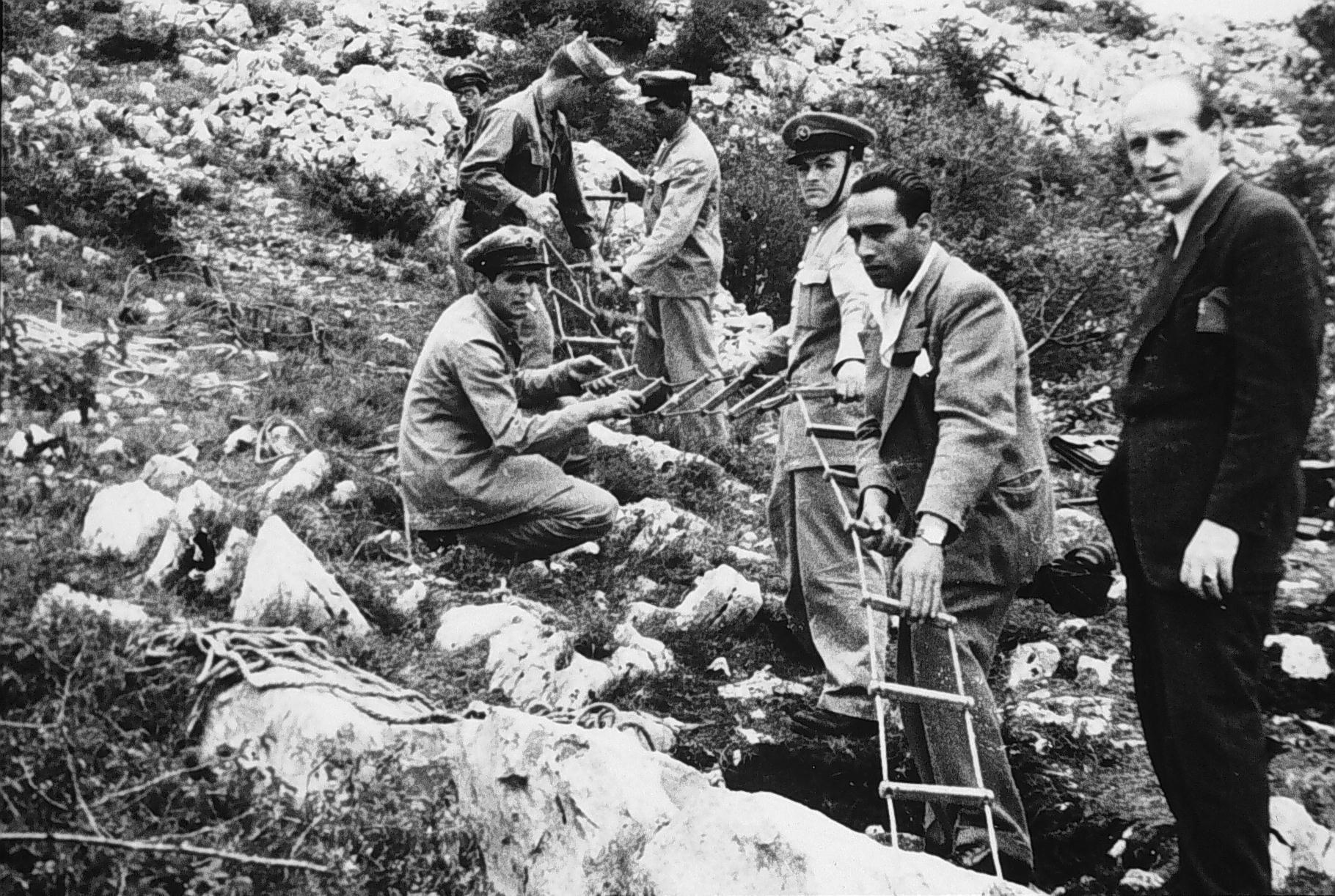
Descubrimiento de la entrada de una fosa común en Friuli después de la Segunda Guerra Mundial.

En 1947, con el tratado de París, las zonas de Istria, Fiume y Dalmacia pasaron a estar bajo control yugoslavo. Los italianos étnicos que huyeron a Italia no siempre fueron bien recibidos, ya que se les percibía como fascistas. La tragedia de las foibe fue relegada poco después de la guerra: a los aliados no les interesaba demonizar a Tito, que había mantenido a Yugoslavia al margen del Pacto de Varsovia pese a su adhesión al comunismo. Otras fuentes hablan de un acuerdo tácito después de 1945 entre los gobiernos implicados, por el que Italia desistía de investigar los asesinatos y de acusar a los partisanos yugoslavos a cambio de que Yugoslavia desistiese de reclamar la extradición de militares italianos para juzgarlos por crímenes de guerra en suelo yugoslavo.
El 26 de octubre de 1954 se llegó a un acuerdo para dividir el Territorio libre de Trieste.
En 2004 el gobierno italiano declaró el 10 de febrero como el Día del Recuerdo para guardar memoria de estos hechos. En 2006, el municipio fronterizo esloveno de Nova Gorica publicó una lista con 248 nombres de ciudadanos de Gorizia (ciudad italiana situada al otro lado de la frontera) desaparecidos tras ser detenidos por el IX Cuerpo de Partisanos, si bien, no se conoce con precisión el destino de dichas personas. Ese mismo año, salió a la luz en Italia un estudio titulado Vittime di nazionalità italiana a Fiume e dintorni (1943-1947) que daba una lista de 147 personas, detallando nombres, edades y causa y fecha de la muerte.